# Lena Wilczyńska
Lena Wilczyńska, właśc. Helena Wilczyńska (ur. 18 lutego 1912 w Łodzi, zm. 26 maja 1984 w  Łodzi) – polska aktorka.

## Życiorys
W latach 1954–1974 była aktorką Teatru im. S. Jaracza w Łodzi.

## Wybrana filmografia
- 1965: Kapitan Sowa na tropie jako urzędniczka
- 1966: Pieczone gołąbki jako lokatorka
- 1968: Stawka większa niż życie jako babcia dziewczynki rozpoznającej Jankę
- 1967: Poradnik matrymonialny jako pielęgniarka
- 1980: Podróż do Arabii jako pensjonariuszka szpitala psychiatrycznego
- 1981: Jan Serce jako Millerowa
- 1981: Vabank jako kasjerka-kobieta z kotem
- 1981: Prognoza pogody jako Ksenia
- 1982: Wyłap
- 1984: Engagement

### Polski dubbing
- 1969: David Copperfield